# Ken Sailors
Kenneth L. Sailors (Bushnell, Nebraska, 14 de gener de 1921-Laramie, Wyoming, 30 de gener de 2016) va ser un jugador de bàsquet nord-americà que va jugar durant 5 temporades entre la BAA i la NBA. Amb 1,78 metres d'altura, jugava en la posició de base. És considerat per molts com el primer jugador a utilitzar el tir en suspensió.

## Trajectòria esportiva

### Universitat
Va jugar quatre temporades amb els Cowboys de la Universitat de Wyoming, interrompudes dos anys per la Segona Guerra Mundial, portant al seu equip a aconseguir el 1943 el títol de Campió de la NCAA, sent triat Millor Jugador del Torneig. Aquesta temporada va obtenir una mitjana de 15,5 punts per partit.

### Professional
El 1946 va signar el seu primer contracte professional amb els Cleveland Rebels, on va jugar una temporada en la qual va obtenir una mitjana de 9,9 punts i 2,3 assistències per partit. L'any següent va passar per tres equips diferents, primer per Chicago Stags, després pels Philadelphia Warriors i finalment per Providence Steamrollers, amb els qui va acabar la temporada i va jugar completa la següent, en la qual va ser inclòs en el segon millor quintet de la BAA.
Després de la desapartición dels Steamrollers va fitxar per Denver Nuggets, equip que també desapareixeria l'any següent, sent fitxat llavors per Boston Celtics, els qui el van traspassar a mitja temporada 1950-51 a Baltimore Bullets a canvi de Brady Walker i Dick Mehen. En finalitzar es va retirar definitivament. En el total de la seva carrera va obtenir una mitjana de 12,6 punts i 2,8 assistències per partit.

#### Estadístiques en la BAA i NBA

##### Temporada regular
| Temporada | Edat | Equip                   | Lliga | P   | TIT | MIN | TC  | TCA  | %TC  | 3P | 3PA | %3P | TL  | TLA | %TL  | R.of. | R.DEF. | REB | ASIS | ROB | TAP | PER | FP  | PTS  |
| 1946-47   | 25   | Cleveland Rebels        | BAA   | 58  |     |     | 3.9 | 12.8 | .309 |    |     |     | 2.1 | 3.4 | .595 |       |        |     | 2.3  |     |     |     | 3.1 | 9.9  |
| 1947-48   | 26   | TOTAL                   | BAA   | 44  |     |     | 4.7 | 15.7 | .300 |    |     |     | 2.5 | 3.6 | .692 |       |        |     | 1.3  |     |     |     | 3.7 | 11.9 |
| 1947-48   | 26   | Chicago Stags           | BAA   | 1   |     |     | 0.0 | 3.0  | .000 |    |     |     | 0.0 | 0.0 |      |       |        |     | 0.0  |     |     |     | 1.0 | 0.0  |
| 1947-48   | 26   | Philadelphia Warriors   | BAA   | 2   |     |     | 1.0 | 1.5  | .667 |    |     |     | 0.0 | 0.0 |      |       |        |     | 0.0  |     |     |     | 2.0 | 2.0  |
| 1947-48   | 26   | Providence Steamrollers | BAA   | 41  |     |     | 5.0 | 16.7 | .300 |    |     |     | 2.7 | 3.9 | .692 |       |        |     | 1.4  |     |     |     | 3.8 | 12.7 |
| 1948-49   | 27   | Providence Steamrollers | BAA   | 57  |     |     | 5.4 | 15.9 | .341 |    |     |     | 4.9 | 6.4 | .766 |       |        |     | 3.7  |     |     |     | 4.2 | 15.8 |
| 1949-50   | 28   | Denver Nuggets          | NBA   | 57  |     |     | 5.8 | 16.6 | .349 |    |     |     | 5.8 | 8.0 | .721 |       |        |     | 4.0  |     |     |     | 4.2 | 17.3 |
| 1950-51   | 29   | TOTAL                   | NBA   | 60  |     |     | 3.0 | 8.9  | .340 |    |     |     | 2.2 | 3.0 | .728 |       |        | 2.0 | 2.5  |     |     |     | 3.3 | 8.2  |
| 1950-51   | 29   | Boston                  | NBA   |     |     |     |     |      |      |    |     |     |     |     |      |       |        |     |      |     |     |     |     |      |
| 1950-51   | 29   | Baltimore               | NBA   |     |     |     |     |      |      |    |     |     |     |     |      |       |        |     |      |     |     |     |     |      |
| Total     |      |                         | TOTAL | 276 |     |     | 4.5 | 13.8 | .329 |    |     |     | 3.5 | 4.9 | .712 |       |        | 2.0 | 2.8  |     |     |     | 3.7 | 12.6 |
|           |      |                         | BAA   | 159 |     |     | 4.7 | 14.7 | .319 |    |     |     | 3.2 | 4.6 | .702 |       |        |     | 2.5  |     |     |     | 3.6 | 12.6 |
|           |      |                         | NBA   | 117 |     |     | 4.4 | 12.6 | .345 |    |     |     | 3.9 | 5.4 | .723 |       |        | 2.0 | 3.2  |     |     |     | 3.7 | 12.6 |

##### Desempats
| Temporada | Edat | Equip            | Lliga | P | MIN | TCA | TC | 3PA | 3P | TLA | TL | R.of. | REB | ASIS | ROB | TAP | PER | FP | PTS | %TC  | %3P | %FT  | MIN | PTS | REB | AST |
| 1946-47   | 25   | Cleveland Rebels | BAA   | 2 |     | 6   | 16 |     |    | 3   | 4  |       |     | 4    |     |     |     | 8  | 15  | .375 |     | .750 |     | 7.5 |     | 2.0 |
| Total     |      |                  | BAA   | 2 |     | 6   | 16 |     |    | 3   | 4  |       |     | 4    |     |     |     | 8  | 15  | .375 |     | .750 |     | 7.5 |     | 2.0 |